# Saison 2014-2015 du Lyon olympique universitaire
Cette page présente la saison 2014-2015 du Lyon olympique universitaire en Top 14 et en European Rugby Challenge Cup (ERCC2).

## Entraîneurs
- Tim Lane (manager sportif)
- Olivier Azam (avants)
- Scott Wisemantel (adjoint "arrières et skills")
- David Ellis (consultant)

## Effectif 2014-2015
| Nom                     | Poste            | Naissance  | Nationalité sportive | International | Dernier club              | Arrivée au club (année) |
| ----------------------- | ---------------- | ---------- | -------------------- | ------------- | ------------------------- | ----------------------- |
| Bogdan Bălan            | Pilier           | 12/02/1980 | Roumanie             | 29 (10)       | US Montauban              | 2010                    |
| Jérémy Castex           | Pilier           | 19/08/1981 | France               | -             | USA Perpignan             | 2013                    |
| Wian Du Preez           | Pilier           | 30/10/1982 | Afrique du Sud       | 1 (0)         | Free State Cheetahs       | 2013                    |
| Emmanuel Felsina        | Pilier           | 22/02/1985 | France               | -             | RC Toulon                 | 2014                    |
| Guram Kavtidze          | Pilier           | 29/05/1987 | Géorgie              | 1 (0)         | Formé au Club             | -                       |
| Anthony Roux            | Pilier           | 28/10/1983 | France               | -             | US Colomiers              | 2011                    |
| Hoani Tui               | Pilier           | 29/05/1984 | Nouvelle-Zélande     | 2 (0)         | Exeter Chiefs             | 2014                    |
| Vincent Colliat         | Talonneur        | 02/02/1989 | France               | -             | Formé au Club             | -                       |
| Damien Fitzpatrick      | Talonneur        | 08/06/1989 | Australie            | -             | Waratahs                  | 2013                    |
| Jean-Philippe Bonrepaux | Talonneur        | 07/12/1978 | France               | -             | CA Brive                  | 2011                    |
| Coenraad Basson         | Deuxième ligne   | 25/09/1981 | Afrique du Sud       | -             | CS Bourgoin-Jallieu       | 2011                    |
| Mickael De Marco        | Deuxième ligne   | 22/04/1989 | France               | -             | Montpellier Hérault rugby | 2014                    |
| Karim Ghezal            | Deuxième ligne   | 29/04/1981 | France               | -             | Racing Métro              | 2014                    |
| David Gonzalez          | Deuxième ligne   | 25/01/1991 | France               | -             | Formé au Club             | -                       |
| Lionel Nallet           | Deuxième ligne   | 14/09/1976 | France               | 74 (45)       | Racing Métro              | 2012                    |
| Christian Njewel        | Deuxième ligne   | 22/03/1990 | Cameroun             | -             | Formé au Club             | -                       |
| Joseph Tu'ineau         | Deuxième ligne   | 18/08/1981 | Tonga                | 27 (20)       | Pays d'Aix RC             | 2013                    |
| Pierrick Gunther        | Troisième ligne  | 16/10/1989 | France               | - (-)         | RC Toulon                 | 2014                    |
| Juan Manuel Leguizamón  | Troisième ligne  | 06/06/1983 | Argentine            | 39 (35)       | Stade français            | 2011                    |
| Charles Malet           | Troisième ligne  | 11/09/1990 | France               | -             | RC Narbonne               | 2014                    |
| Eugène N'Zi             | Troisième ligne  | 18/10/1986 | Côte d'Ivoire        | -             | Formé au Club             | -                       |
| Julien Puricelli        | Troisième ligne  | 01/08/1980 | France               | -             | Aviron bayonnais          | 2014                    |
| Georges Smith           | Troisième ligne  | 14/07/1980 | Australie            | 110 (45)      | Suntory Sungoliath        | 2014                    |
| Jean Sousa              | Troisième ligne  | 11/07/1990 | France               | -             | Formé au Club             | -                       |
| Frans Viljoen           | Troisième ligne  | 22/10/1982 | Afrique du Sud       | -             | Cheetahs                  | 2013                    |
| Adrien Bau              | Demi de mêlée    | 03/03/1994 | France               | -             | FCS Rumilly               | 2010                    |
| Enrico Januarie         | Demi de mêlée    | 02/01/1982 | Afrique du Sud       | 47 (25)       | Stormers                  | 2011                    |
| Mathieu Lorée           | Demi de mêlée    | 18/06/1987 | France               | -             | FC Grenoble               | 2014                    |
| Romain Veniat           | Demi de mêlée    | 23/01/1989 | France               | -             | Formé au Club             | -                       |
| Lachie Munro            | Demi d'ouverture | 27/11/1986 | Nouvelle-Zélande     | -             | Union Bordeaux Bègles     | 2013                    |
| Stephen Brett           | Demi d'ouverture | 23/11/1985 | Nouvelle-Zélande     | -             | Aviron bayonnais          | 2014                    |
| Vinaya Wakanivuga       | Centre           | 12/01/1979 | Fidji                | -             | CS Lons Jura              | 2008                    |
| Kendrick Lynn           | Centre           | 30/11/1982 | Nouvelle-Zélande     | -             | Bay of Plenty             | 2013                    |
| Paul Bonnefond          | Ailier           | 13/09/1988 | France               | -             | Castres olympique         | 2014                    |
| Vincent Martin          | Ailier           | 04/09/1992 | France               | -             | RC Toulon                 | 2014                    |
| Mosese Ratuvou          | Ailier           | 31/03/1983 | Fidji                | -             | RC Massy                  | 2009                    |
| Franck Romanet          | Ailier           | 02/05/1986 | France               | -             | CS Bourgoin-Jallieu       | 2009                    |
| Toby Arnold             | Arrière          | 11/09/1987 | Nouvelle-Zélande     | -             | Steamers Bay of Penty     | 2013                    |
| Romain Loursac          | Arrière          | 11/11/1985 | France               | -             | Formé au Club             | -                       |
| Jérôme Porical          | Arrière          | 20/09/1985 | France               | 4 (3)         | Stade français            | 2014                    |

## Calendrier

### Top 14
| - Union Bordeaux Bègles - Lyon OU : 18-9 - Stade français - Lyon OU : 23-20 - Lyon OU - CA Brive : 24-6 - Lyon OU - US Oyonnax : 26-23 - Racing Métro 92 - Lyon OU : 28-11 - ASM Clermont - Lyon OU : 43-12 - Lyon OU - Castres olympique : 28-18 - Stade rochelais - Lyon OU : 29-10 - Lyon OU - Aviron bayonnais : 24-19 - Lyon OU - Stade toulousain : 17-41 - FC Grenoble - Lyon OU : 34-30 - Lyon OU - Montpellier HR : 23-20 - RC Toulon - Lyon OU : 30-6 | - Lyon OU - Union Bordeaux Bègles : 22-37 - Lyon OU - Stade français : 12-9 - CA Brive - Lyon OU : 22-20 - US Oyonnax - Lyon OU : 28-10 - Lyon OU - Racing Métro 92 : 11-13 - Lyon OU - ASM Clermont : 16-13 - Castres olympique - Lyon OU : 23-20 - Lyon OU - Stade rochelais : 16-16 - Aviron bayonnais - Lyon OU : 23-22 - Stade toulousain - Lyon OU : 23-20 - Lyon OU - FC Grenoble : 29-24 - Montpellier HR - Lyon OU : 45-17 - Lyon OU - RC Toulon : 14-22 |

Avec 8 victoires, 1 match nul et 17 défaites, le Lyon olympique universitaire 14e et est relégué en Pro D2 pour la saison 2015-2016.

### European Rugby Challenge Cup
Dans l'European Rugby Challenge Cup le Lyon OU fait partie de la poule 4 et sera opposé aux Anglais de London Welsh, aux Écossais d'Édimbourg Rugby et aux Français de l'Union Bordeaux Bègles.
| - LOU - London Welsh : 28-18 - Édimbourg Rugby - LOU : 25-17 - Union Bordeaux Bègles - LOU : 37-29 | - London Welsh - LOU : 12-17 - LOU - Édimbourg Rugby : 21-19 - LOU - Union Bordeaux Bègles : 37-28 |

Avec quatre victoires et deux défaites, le Lyon olympique universitaire termine deuxième de la poule 4 et n'est pas qualifié.

## Statistiques

### Statistiques collectives
Attaque
Défense

### Statistiques individuelles
Meilleur réalisateur